# Reazione a catena (film 1996)
Reazione a catena (Chain Reaction) è un film statunitense del 1996 diretto da Andrew Davis.

## Trama
Eddie lavora come factotum in un gruppo di ricercatori che tentano di realizzare in laboratorio la fusione fredda. Sarà proprio grazie a una sua intuizione che gli scienziati riusciranno a portare a termine il progetto. Durante i festeggiamenti per il felice avvenimento, tra i membri del gruppo nascono dei disaccordi se divulgare o meno la scoperta.
Dopo la festa, la maggior parte di loro lascia il laboratorio e, alcune ore dopo, un commando di mercenari vi fa irruzione.
Eddie, tornato in laboratorio durante la notte, troverà i colleghi morti, le apparecchiature distrutte e il reattore acceso e in surriscaldamento, così da farlo esplodere insieme al laboratorio e agli scienziati presenti. Riesce ad abbandonare l'edificio prima che esploda, ma dovrà continuare a fuggire perché incolpato del disastro in seguito al ritrovamento, nella sua abitazione, di apparecchiature per lo spionaggio. Chi ha distrutto il laboratorio ha incastrato Eddie e adesso per lui, che può contare solo sull'aiuto della collega Lily, inizia una lunga serie di fughe, risse, sparatorie e indagini inseguito tanto dai criminali quanto dalla polizia. Dopo tante peripezie, scoprirà che a capo del gruppo criminale ci sono proprio due dei suoi colleghi che dovevano rubare il progetto per una organizzazione sconosciuta.

## Accoglienza e incassi
Il film ha ricevuto recensioni prevalentemente negative. Costato circa 50 milioni di dollari, ne ha incassati al botteghino in tutto il mondo poco più di 60.